# Секс на пляжі

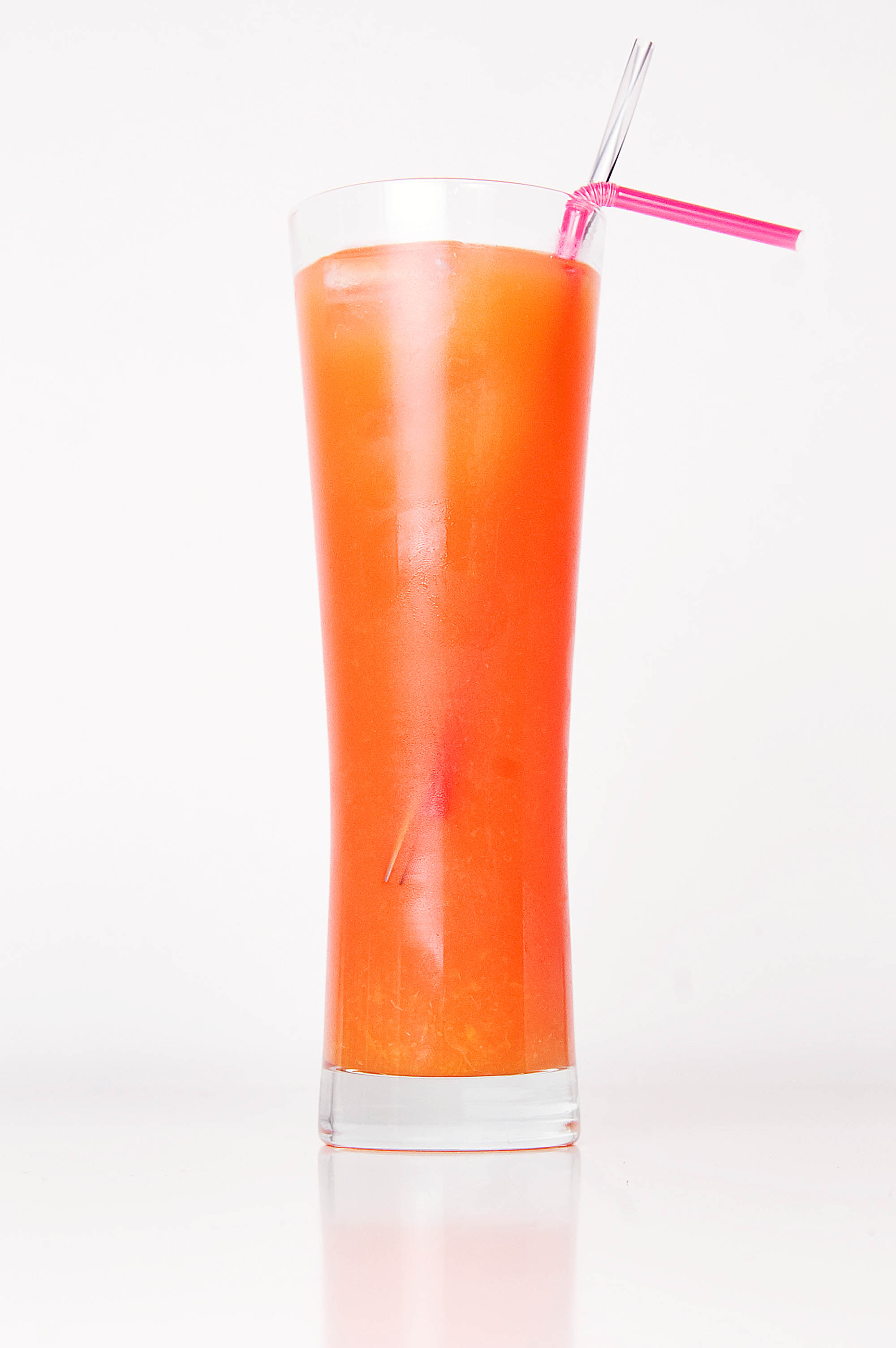

Секс на пляжі (англ. Sex on the beach) — популярний алкогольний коктейль. Класифікується як лонґ дрінк (англ. long drink). Належить до офіційних напоїв Міжнародної асоціації барменів, категорія «Сучасна класика» (англ. Contemporary classics).
Існує два основних рецепта приготування цього коктейлю:
- перший варіант готується з 4 частин горілки, 2 частини персикового лікеру, 4 частин апельсинового соку та 4 частин журавлиного соку. Це є офіційний рецепт Міжнародної асоціації барменів.
- другий варіант готується з горілки, лікеру Chambord, лікеру Мідорі, ананасового та журавлиного соків. Цей рецепт міститься у Mr. Boston Official Bartender's Guide та подається у мережі TGI Friday's.

Крім зазначених вище двох варіантів існує велика кількість різновидів цього коктейлю, які мають трохи інші назви, зокрема: «Швидкий секс на пляжі», «Секс на бразильському пляжі», «Секс на пляжі взимку», «Секс на пляжі з подругою» та інші.

## Приготування
Інгредієнти змішуються у шейкері та готовий коктейль подається у склянці типу хайбол з кубиками льоду.

## Історія виникнення
Історія приготування цього відомого коктейлю починається у 1987 році у місті Форт-Лодердейл, штат Флорида. Компанія Republic National Distributor тільки почала продавати новий продукт — персиковий шнапс. Для популяризації цього напою компанія запропонувала винагороду у $1000 тому бару, який продасть найбільше персикового шнапсу, а бармен, який також продасть найбільшу кількість напою, додатково мав отримати $100. Бармен на ім'я Тед Пізіо, який працював у закладі Confetti's, придумав змішувати горілку, персиковий шнапс, апельсиновий сік та гренадин. Коли він почав продавати цей напій, відвідувачі запитували, як називається цей коктейль. У той час якраз у Форт-Лодердейл тисячі студентів зібралися на весняні канікули (англ. Spring Break). Йому спало на думку, що всі вони приїжджають у місто заради пляжу та сексу. Відтак він назвав коктейль «Секс на пляжі». Згодом студенти роз'їхались на навчання, та у своїх містах почали замовляти цей напій. Проте бармени не знали, як він готується, тому вони відтворювали рецепти за розповідями. Ось тому існує так багато різних варіантів приготування цього коктейлю.